# 秘密戦隊ゴレンジャー 爆弾ハリケーン
- スーパー戦隊シリーズ > 秘密戦隊ゴレンジャー > 秘密戦隊ゴレンジャー 爆弾ハリケーン
- 東映まんがまつり > 秘密戦隊ゴレンジャー 爆弾ハリケーン

『秘密戦隊ゴレンジャー 爆弾ハリケーン!』（ひみつせんたいゴレンジャー ばくだんハリケーン）は、1976年7月18日に「東映まんがまつり」の一篇として公開された日本映画。東映製作・配給。カラー、シネマスコープ（2.35:1）、21分。特撮テレビドラマスーパー戦隊シリーズ『秘密戦隊ゴレンジャー』（東映、NET）の映画化作品。

## 概要
東映は恒例の「東映まんがまつり」で、前年夏と冬、同年春にテレビ本編『秘密戦隊ゴレンジャー』をワイド画面にトリミング（ブロウアップ）して番組に組み入れていたが、オリジナルの映画作品としては本作品が初となる。
作劇は、四国ロケを中心として行われ、日本高速フェリーのさんふらわあやホテル奥道後とタイアップし、石鎚登山ロープウェイ、奥道後ゴルフクラブなどの関連施設、また高知港、北条鹿島、松山城など、四国の名所を織り込んで撮影が行われた。脚本を担当した上原正三は、本作品の執筆にあたり四国でシナリオハンティングを行った。
このロケ撮影は、同工異曲のストーリーによって、テレビ本編の第59話から第61話と同時進行で行われ、キレンジャー役も2代目の熊野大五郎、黒十字軍幹部怪人も4代目のゴールデン仮面大将軍となっており、テレビ本編の第55話から第67話までの間に当たるエピソードとなっている。「さんふらわあ」での高知入港〜「ホテル奥道後」とのタイアップロケは、3年前の『仮面ライダーV3対デストロン怪人』（1973年）でもテレビ本編と劇場版のロケ順路として使われている。本作品で死の商人役を演じた轟謙二は、旅行代理店を兼業する俳優で、本作品のロケのコーディネートに一役買っている。

## ストーリー
黒十字軍は日本征服のために次々と仮面怪人を送り込んできたが、無敵を誇るゴレンジャーのために、ことごとく倒されてしまった。そこで、黒十字軍総統は一気に逆転勝利をおさめるため、ミサイル攻撃を計画。四国松山にミサイル基地の建設を進めていた。その攻撃目標は、北海道・東京・名古屋・大阪・四国・九州と、日本全土に及ぶものだった。このミサイル基地建設からゴレンジャーの目を逸らすために、総統は黒十字軍きっての無法者、鋼鉄剣竜を呼び寄せる。

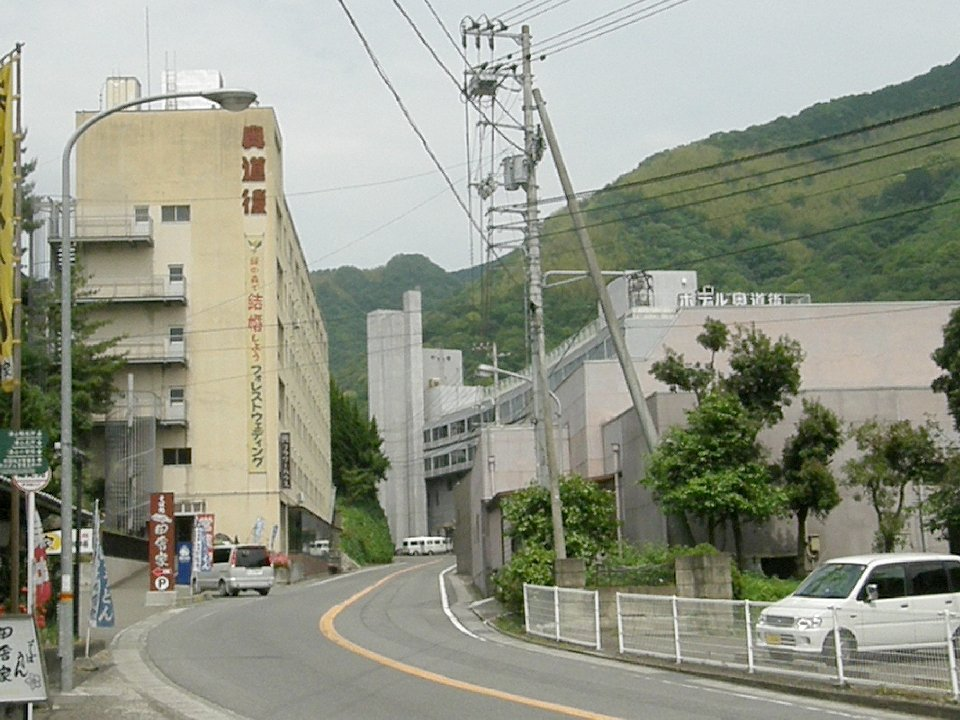
タイアップロケが行われた「ホテル奥道後」

一方、四国地方に黒十字軍のミサイル基地があるらしいとの情報をキャッチしたゴレンジャーは、フェリーさんふらわあ号で密かに四国へと向かった。その船上で、ゴレンジャーチームは不審な中年男性、ケン伊藤と国籍不明の美女の二人連れに目を付ける。美女がプールサイドに忘れた小物入れには、通信機能を備えた化粧道具が見つかった。二人をただの観光客ではないと見てとったゴレンジャーは調査を開始。新命とペギーは、二人の部屋から長距離ミサイルの設計図を発見する。
美女の運転する車は高知港で降り、夫婦名義での宿泊先ホテル奥道後へ向かった。これを追ったゴレンジャーチームの元に、ジュネーブ本部から返事を受けた江戸川総司令の知らせが入る。ケン伊藤は、世界を股に兵器を売り歩く死の商人だった。伊藤が黒十字軍に売り渡した長距離ミサイルは、すでに松山にあると見た海城らは、早速松山周辺の調査を開始する。

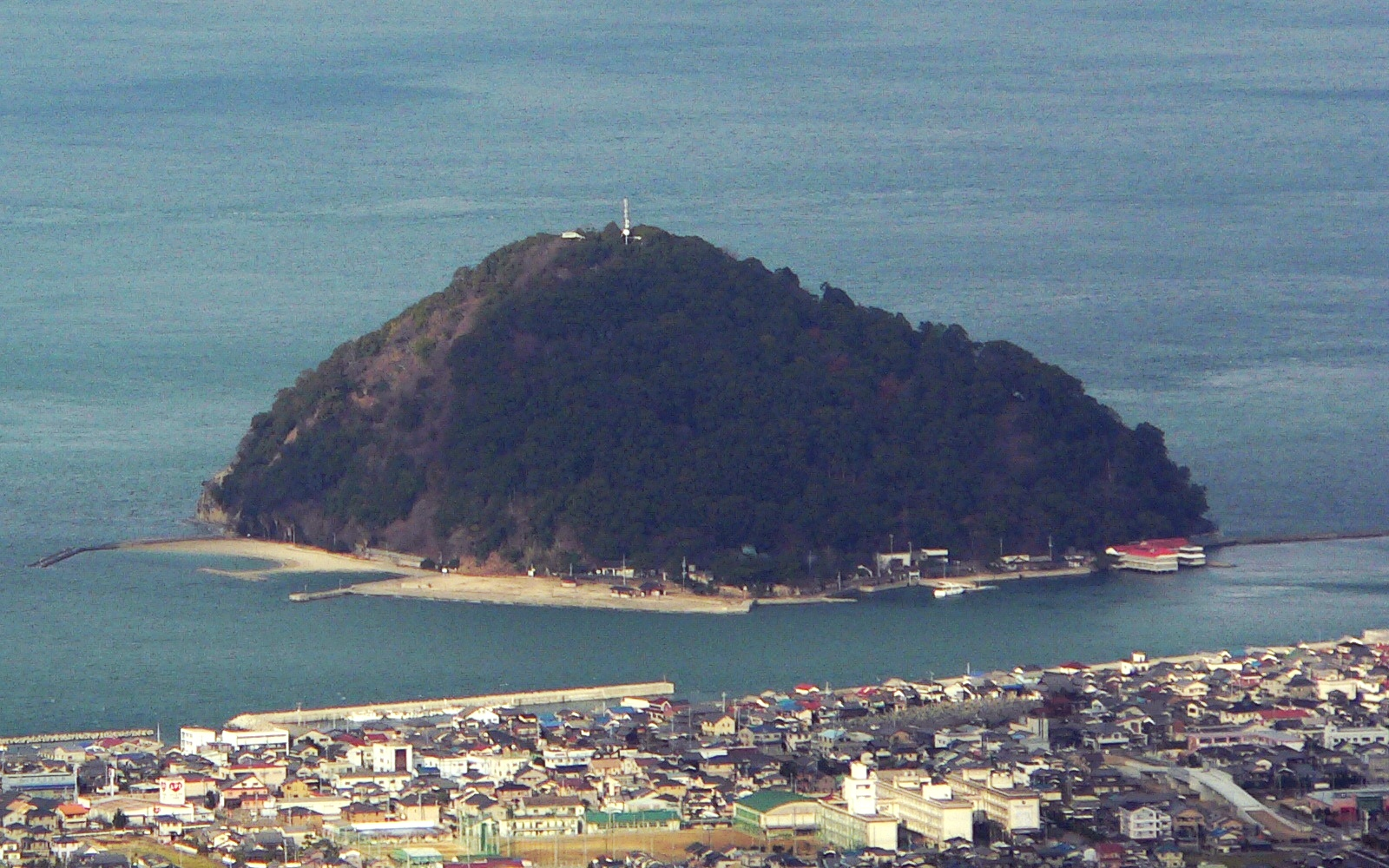
ロケに使われた「北条港」と「北条鹿島」

ホテル奥道後の「錦晴殿」に向かったケン伊藤と美女を尾行する熊野と007。一方、新命は石鎚登山ロープウェイで黒十字軍の襲撃を受け、飛行戦艦「バリドリーン」を呼び、空からの探索に切り替える。これを知ったゴールデン仮面大将軍は、山中のミサイル基地の完成を急がせるのだった。ホテルを出て北条港へ向かうケン伊藤と美女を、熊野と007の連絡を受け、ニューレッドマシンで追う海城。
二人は北条港から連絡船で北条鹿島に渡り、駆け付けた海城とペギー、明日香の前に黒十字軍兵士と鋼鉄剣竜が現れた。美女の命令を受け、猛然と三人に襲いかかる鋼鉄剣竜。変身してこれと闘う三人だが、アカレンジャーのレッドキックも、必殺のゴレンジャーハリケーンも鋼鉄剣竜には通じない。さらに海へ逃れたケン伊藤と美女を追い、激しいモーターボート戦が展開される。三人の船を襲うケン伊藤の爆弾攻撃を受け、ついにこれを取り逃がす海城たちだった。

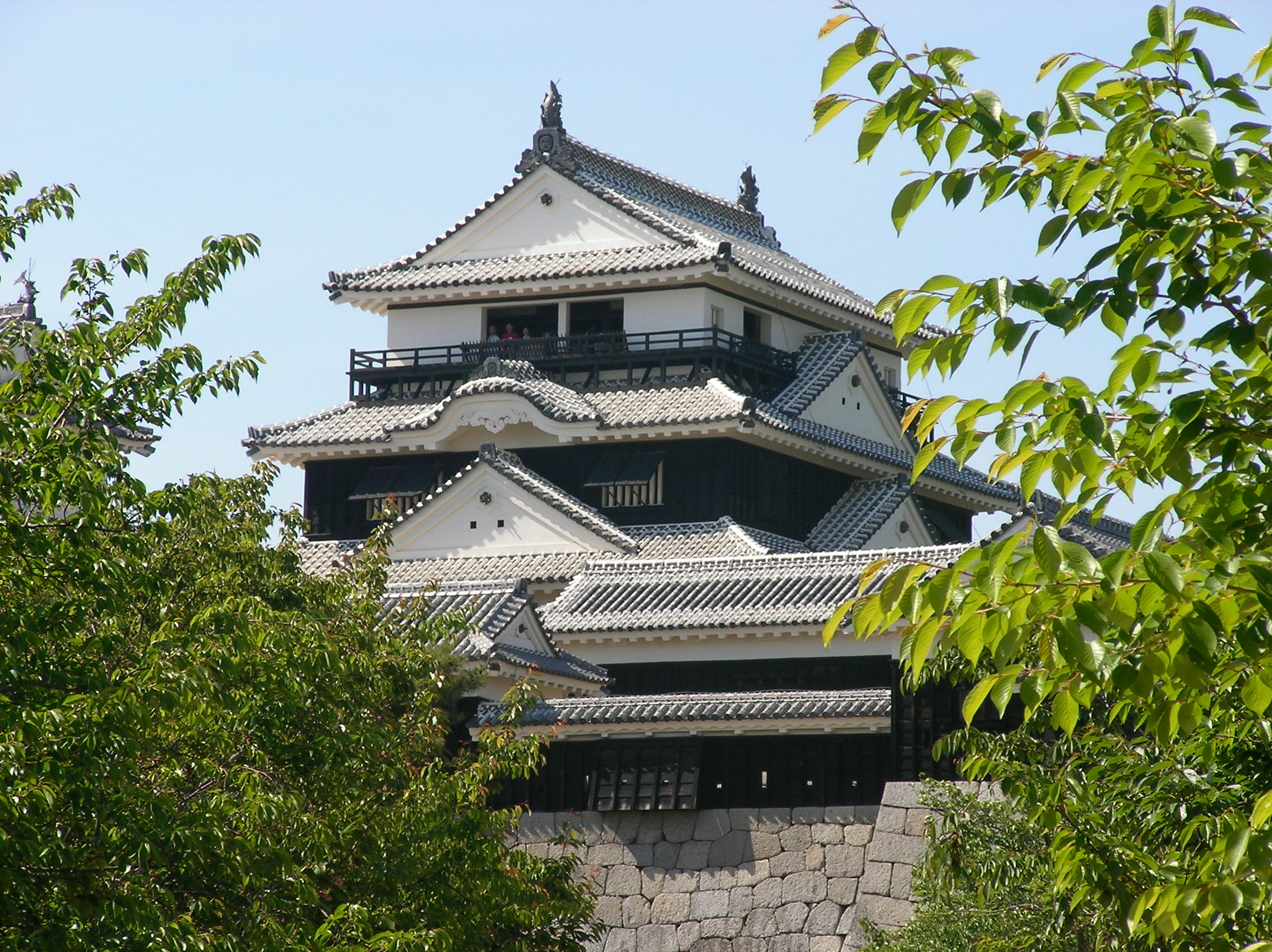
「松山城」天守閣

逃げた二人の行く手を松山城と睨んだ海城らは、そこでケン伊藤、美女、ゴールデン仮面大将軍、鋼鉄剣竜以下黒十字軍団の出迎えを受ける。高笑いと共に黒十字軍総統の正体を現す謎の美女。総統は海城らに、陽動作戦の成功とミサイル基地の完成を告げた。かくて四国の名跡松山城下に、黒十字軍と五人そろったゴレンジャーとの激しい戦いが始まった。モモレンジャーの爆弾攻撃でケン伊藤は絶命、アオレンジャーのウルトラブルーチェリーで天守閣に立つ総統を仕留めたと見たのも束の間、まんまと総統以下黒十字軍は四国山中のミサイル基地へと遁走してしまう。
バリドリーンでミサイル基地へと向かったゴレンジャーの目の前に口を開けるミサイル発射口。ついに発射された長距離ミサイルだったが、バリドリーンの攻撃で空中爆発、さらに万能戦車バリタンクの活躍によって、地下のミサイル基地も爆破され、怒り狂う鋼鉄剣竜とゴレンジャーとの最後の決戦が始まった。鋼鉄剣竜を倒すため、モモレンジャーは爆弾ハリケーンを用意、五人それぞれに手渡されるエンドボール。一斉に撃ち込まれたエンドボールは、鋼鉄剣竜の身体に吸いつき、その硬い装甲を砕き、ついにこの強敵を打ち破った。使命を果たしたゴレンジャーは、バリドリーンで四国を後に大空へ消えるのだった。

## 登場怪人
鋼鉄剣竜（）
黒十字軍きっての無法者、暴れん坊で、深山の牢獄に鎖で繋がれ幽閉されていた。山をも崩す力を持ち、ゴレンジャーハリケーンも効かない。怪力が自慢でレッドビュートを寸断する青龍刀を携えているが、ほかに特殊能力はない。仮面怪人のような人語を発さず、一貫して獣の如く咆哮する。
- 『ゴレンジャー』の登場怪人は「○○仮面」と、名前に「仮面」が必ず付くが、鋼鉄剣竜のみは例外となった。

## スタッフ
- 企画：平山亨、吉川進
- 原作：石森章太郎（てれびくん、小学館学習雑誌、テレビランド連載）
- 脚本：上原正三
- 撮影：山沢義一
- 照明：城田昌貞
- 美術：小川富美夫
- 録音：太田克己
- 編集：菅野順吉
- 効果：伊藤克己
- 選曲：村田好次
- 助監督：真川敏夫、福島孔道
- 進行主任：工藤孝行
- 擬斗：岡田勝（大野剣友会）
- 制作担当：伊藤暉雄
- 装置：日向勲
- 記録：徳永絵里子
- トランポリン：湯川泰男（大野剣友会）
- 音楽：渡辺宙明
- 音楽制作：あんだんて
- 美粧：入江プロ
- 衣装：東映衣装
- 操演：鈴木昶（特撮研究所）
- 火薬：菊池潔（大平特殊効果）
- オートバイアクション：室町健三
- キャラクター制作：エキスプロダクション
- 現像：東映化学
- オートバイ協力：スズキ自動車
- 撮影協力：日本高速フェリー、ホテル奥道後
- 監督：山田稔

## 配役
- アカレンジャー / 海城剛 - 誠直也
- アオレンジャー / 新命明 - 宮内洋
- キレンジャー / 熊野大五郎 - だるま二郎
- モモレンジャー / ペギー松山 - 小牧リサ
- ミドレンジャー / 明日香健二 - 伊藤幸雄
- 江戸川総司令 - 高原駿雄
- イーグル連絡員007 - 鹿沼えり
- ナレーター - 大平透
- 黒十字軍総統 - 八名信夫
- ケン伊藤 - 轟謙二
- 謎の美女（黒十字軍総統） - 風間千代子
- ホテルフロント - 杉義一
- 東映児童研修所
- 大野剣友会
  - 新堀和男
  - 橋本春彦
  - 伊藤勇治
  - 山田茂
  - 中村悟
  - 平峰隆
  - 小沢広
  - 清田真妃
- 鋼鉄剣竜の声 - 丸山詠二
- ゴールデン仮面大将軍の声 - 飯塚昭三

## 挿入歌
「進め！ゴレンジャー」（コロムビアレコード）
作詞：石森章太郎 / 作曲：渡辺宙明 / 歌：ささきいさお、堀江美都子、コロムビアゆりかご会
「バリドリーンの歌」
作詞：上原正三 / 作曲：渡辺宙明 / 歌：ささきいさお、こおろぎ'73

## 同時上映
- アリババと40匹の盗賊（1971年作品のリバイバル上映）
- グレンダイザー ゲッターロボG グレートマジンガー 決戦! 大海獣
- ザ・カゲスター
- 宇宙鉄人キョーダイン
- 一休さん 虎たいじ
- 母をたずねて三千里

## 映像ソフト
- VHSでは東映ビデオより発売された『秘密戦隊ゴレンジャー』第1巻に収録[4]。
- 2003年7月21日に東映ビデオより発売されたDVD-BOX『スーパー戦隊 THE MOVIE』にテレビシリーズ再編集版4作品とともに収録された[6]。

## ネット配信
- 「東映オンデマンド」サービス開始を記念した「東映特撮YouTube Official」（YouTube）企画の一環として、2023年1月15日から同年1月29日まで配信が行われた。